# Taofeek Ismaheel
Taofeek Ismaheel (Nigéria, 2000. július 16. –) nigériai labdarúgó, a belga SK Beveren csatárja kölcsönben a francia Lorient csapatától.

## Pályafutása
Ismaheel Nigériában született. Az ifjúsági pályafutását a Hype Buzz Academy csapatában kezdte, majd a norvég Skeid akadémiájánál folytatta.
2019-ben mutatkozott be a Skeid másodosztályban szereplő felnőtt csapatában. Először a 2019. május 26-ai, Sandnes Ulf elleni mérkőzés 86. percében David Tavakoli cseréjeként lépett pályára. A 2019-es szezonban kiestek a harmadosztályba. 2020. augusztus 29-én, a Florø ellen 2–1-re megnyert találkozón kétszer is betalált az ellenfél hálójába. A 2021-es szezonban a Fredrikstad csapatát erősítette, ahol összesen 31 mérkőzésen 13 gólt ért el. Ezzel a teljesítményével felkeltette az érdeklődését a Ligue 1-ben szereplő Lorientnek, így 2022 január 31-én a francia klubhoz igazolt. Hat nappal később féléves kölcsönszerződést kötött a Vålerenga együttesével. A 2022–23-as szezonban belga másodosztályban érdekelt SK Beveren csapatát erősítette kölcsönben.

## Statisztikák
2022. május 13. szerint
| Klub                    | Szezon   | Osztály               | Bajnokság | Bajnokság | Kupa  | Kupa | Nemzetközi | Nemzetközi | Összesen | Összesen |
| Klub                    | Szezon   | Osztály               | Meccs     | Gól       | Meccs | Gól  | Meccs      | Gól        | Meccs    | Gól      |
| ----------------------- | -------- | --------------------- | --------- | --------- | ----- | ---- | ---------- | ---------- | -------- | -------- |
| Skeid                   | 2019     | OBOS-ligaen           | 16        | 0         | 1     | 0    | 0          | 0          | 17       | 0        |
| Skeid                   | 2020     | 2. divisjon           | 20        | 6         | 0     | 0    | 0          | 0          | 20       | 6        |
| Skeid                   | Összesen | Összesen              | 36        | 6         | 1     | 0    | 0          | 0          | 37       | 6        |
| Fredrikstad             | 2021     | OBOS-ligaen           | 31        | 13        | 0     | 0    | 0          | 0          | 31       | 13       |
| Vålerenga (kölcsönben)  | 2022     | Eliteserien           | 9         | 0         | 2     | 1    | 0          | 0          | 11       | 1        |
| SK Beveren (kölcsönben) | 2022–23  | Challenger Pro League | 21        | 1         | 1     | 0    | 0          | 0          | 22       | 1        |
| Összesen                | Összesen | Összesen              | 98        | 20        | 3     | 1    | 0          | 0          | 101      | 21       |